# Canadian Imperial Bank of Commerce

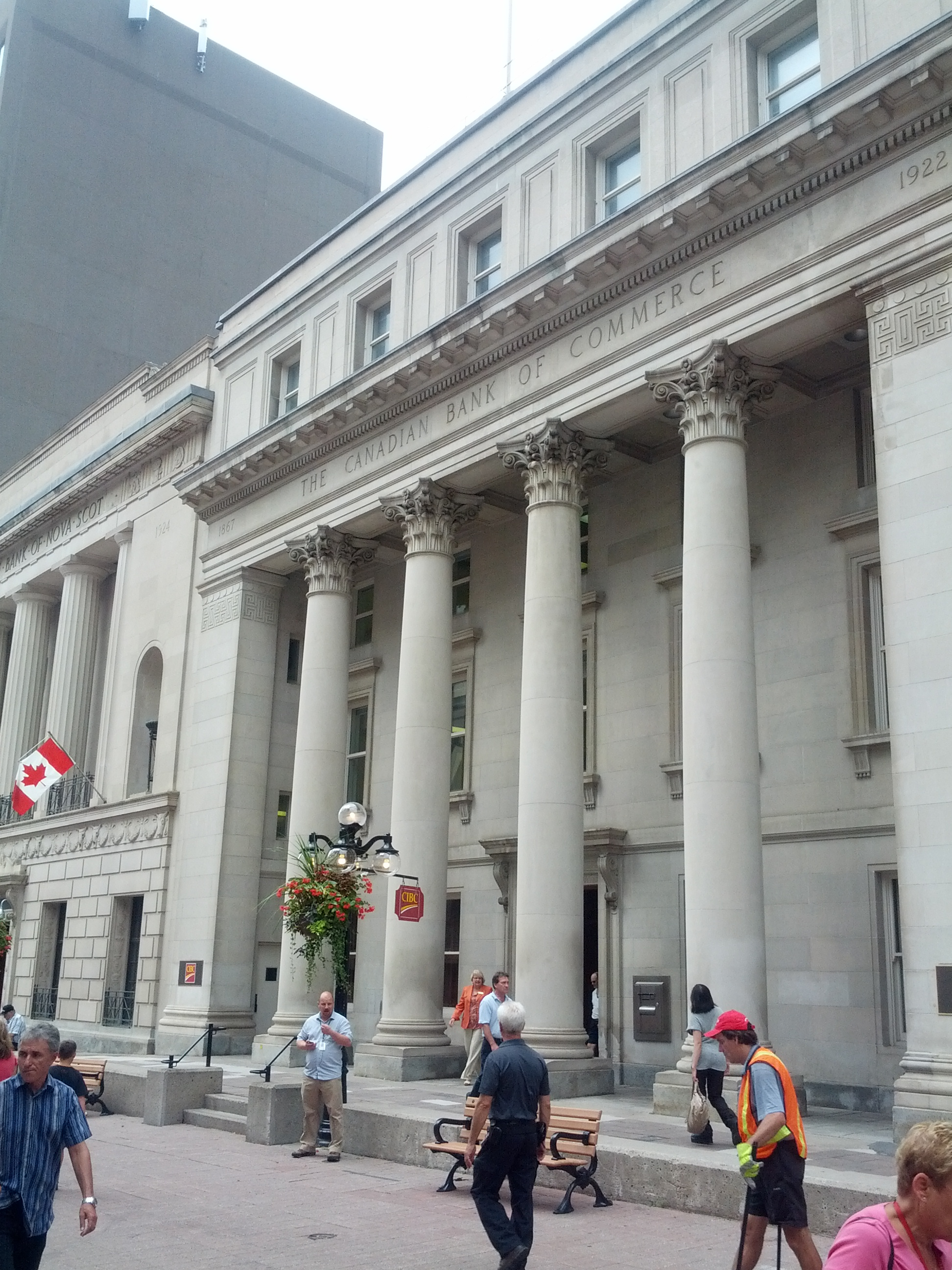
Agência em Ottawa.

O Banco imperial canadense de comércio (em francês:  Banque Canadienne Impériale de Commerce), abreviado como CIBC, (TSX: CM
, NYSE: CM) é um banco canadense.
Possui sede na cidade de Toronto, Ontario.
Seu código SWIFT é CIBCCATT.